# Kappa
 For alternative betydninger, se Kappa (flertydig). (Se også artikler, som begynder med Kappa)
Kappa (Κ κ) er et bogstav i det græske alfabet. Lyd som det latinske 'k'.

## Fysik, Geologi
Traditionelt symbol for et materiales diffusivitet.

## Computer
I unicode er Ι U+039A og ι er U+03BA.
|   | decimal | hex     | HTML    |
| - | ------- | ------- | ------- |
| κ | &#954;  | &#x3ba; | &kappa; |
| Κ | &#922;  | &#x39a; | &Kappa; |

## Galleri
- Stor og lille Kappa i det græske alfabet, skrevet i Times New Roman
- Lille Kappa i variant skrevet i skrifttypen Garamond

| Sprog | Spire Denne artikel om sprog er en spire som bør udbygges. Du er velkommen til at hjælpe Wikipedia ved at udvide den. |